# Шевалин
Шевалин (фр. Chevaline) насеље је и општина у источној Француској у региону Рона-Алпи, у департману Горња Савоја која припада префектури Анси.
По подацима из 2011. године у општини је живело 203 становника, а густина насељености је износила 14,34 становника/km². Општина се простире на површини од 14,16 km². Налази се на средњој надморској висини од 523 метара (максималној 2.176 m, а минималној 503 m).

## Демографија
| 1861. | 1901. | 1911. | 1921. | 1946. | 1954. | 1962. | 1968. | 1975. | 1982. | 1990. | 1999. | 2011. |
| ----- | ----- | ----- | ----- | ----- | ----- | ----- | ----- | ----- | ----- | ----- | ----- | ----- |
| 152   | 136   | 94    | 88    | 88    | 70    | 54    | 66    | 69    | 73    | 135   | 196   | 203   |

График промене броја становника у току последњих година